# Werdenberg SG
| SG ist das Kürzel für den Kanton St. Gallen in der Schweiz. Es wird verwendet, um Verwechslungen mit anderen Einträgen des Namens Werdenberg zu vermeiden. |

Werdenberg ist eine Ortschaft mit historischem Stadtrecht im ostschweizerischen Kanton St. Gallen. Das Städtchen gehört zur Gemeinde Grabs und liegt 0,5 km westlich von Buchs. Es rühmt sich, mit ungefähr 90 Einwohnern die kleinste Stadt der Schweiz zu sein. Von den rund 40 Häusern dienen einige nur als Ferienhäuser. Wegen seiner sehr gut erhaltenen mittelalterlichen Häuser und des Museums im Schloss Werdenberg wird Werdenberg oft von Touristen besucht. Seit 1985 finden im Schloss Werdenberg die Werdenberger Schloss-Festspiele statt.

## Grafschaft Werdenberg

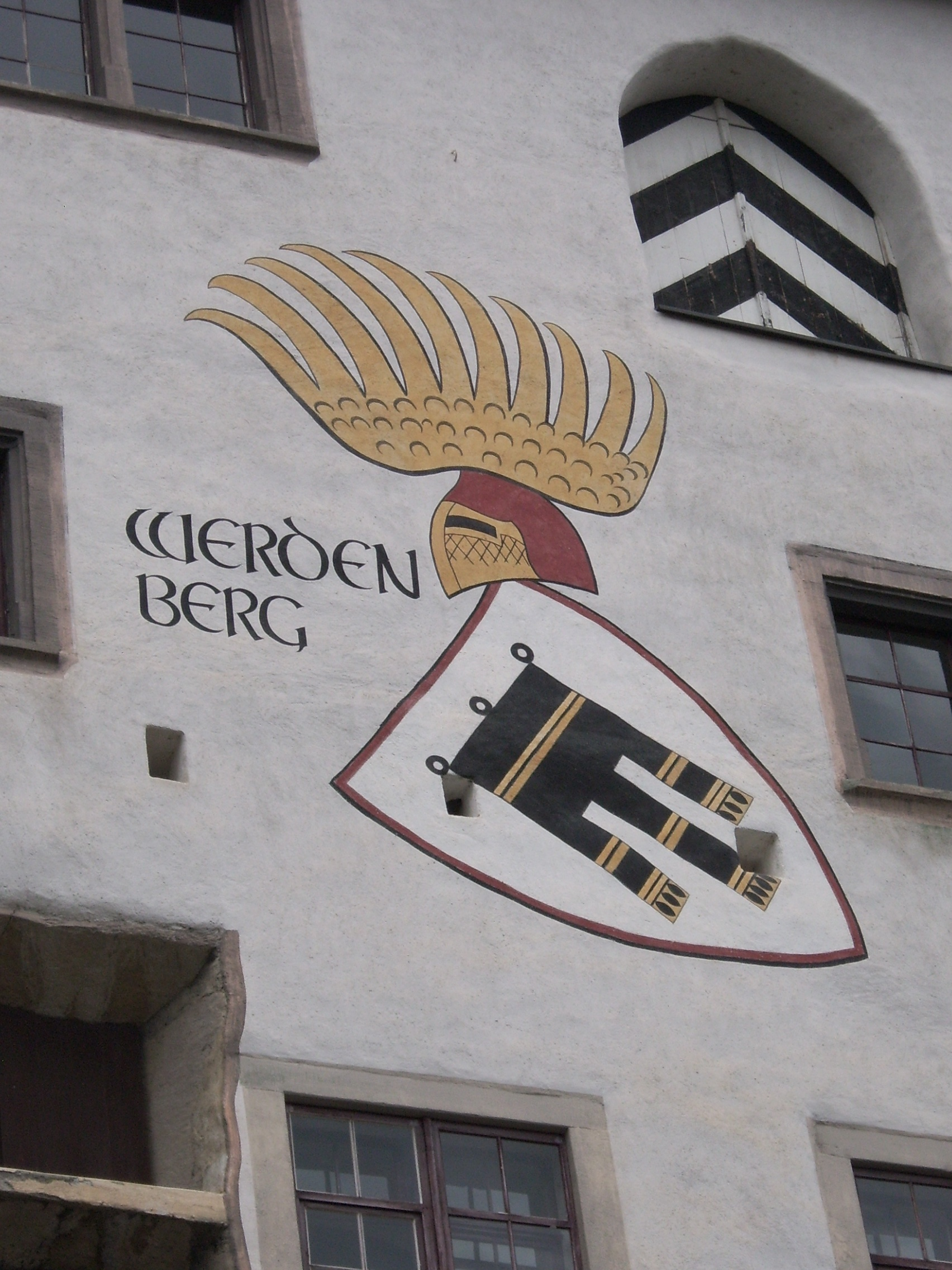
Das Werdenberger Wappen an der Mauer des Schlosses Werdenberg

Die Grafschaft Werdenberg umfasste das gleichnamige Schloss und Städtchen Werdenberg, die Dörfer Grabs, Buchs und Sevelen sowie die Gerichtsbarkeit über die Herrschaft Wartau (Burg Wartau und Dorf Gretschins). Das Adelsgeschlecht der Grafen von Werdenberg spaltete sich 1277 in mehrere Seitenlinien. Die eigentliche Grafschaft Werdenberg verblieb dabei bei der Linie der Grafen von Werdenberg-Heiligenberg.
1402 verpfändeten sie die Grafschaft Werdenberg an die Grafen von Montfort-Tettnang, von denen sie 1483 an die Grafen von Sax-Misox gelangte. 1485 erwarb die Stadt Luzern die Grafschaft und gab sie 1493 an die Freiherren von Kastelwart weiter. Durch ein Burgrecht mit Luzern blieb die Grafschaft jedoch mit der Eidgenossenschaft verbunden, auch als 1498 die Grafschaft erneut die Hand wechselte zu den Freiherren von Hewen. So kämpfte Werdenberg im Schwabenkrieg auch an der Seite der Eidgenossen. 1517 verkauften die Freiherren von Hewen Werdenberg an den Kanton Glarus für 21 500 Gulden.
Glarus verwaltete Werdenberg als Landvogtei sehr streng – die Glarner Herren waren im Rheintal alles andere als beliebt. Wegen der verworrenen Rechtslage zwischen den Grafschaften Werdenberg und Sargans in der Herrschaft Wartau kam es wiederholt zu Streitigkeiten zwischen den Landvögten, die im «Wartauer Handel» 1694/95 bis vor die eidgenössische Tagsatzung getragen wurden.
Mit dem Untergang der alten Eidgenossenschaft und der Gründung der Helvetischen Republik 1798 kam Werdenberg zum Kanton Linth. Als dieser mit der Mediationsverfassung von 1803 wieder aufgelöst wurde, kam Werdenberg zum Kanton St. Gallen.

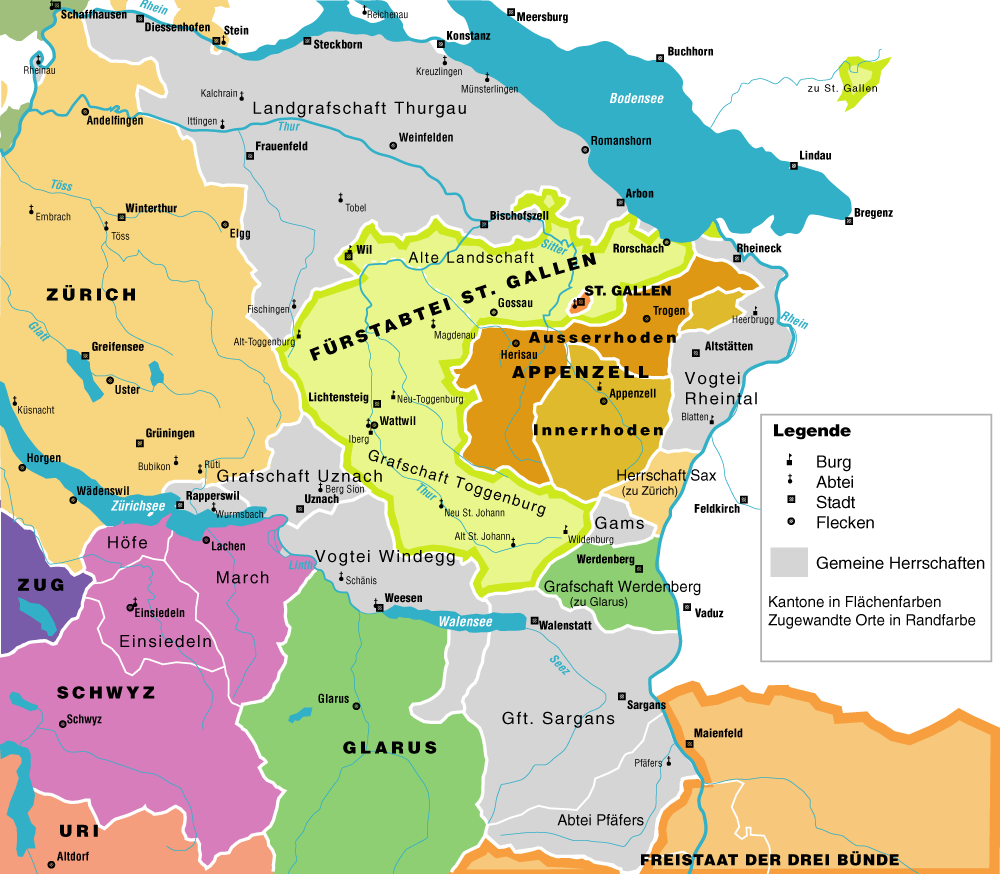
Die «Alte Ordnung» in der Ostschweiz bis 1798

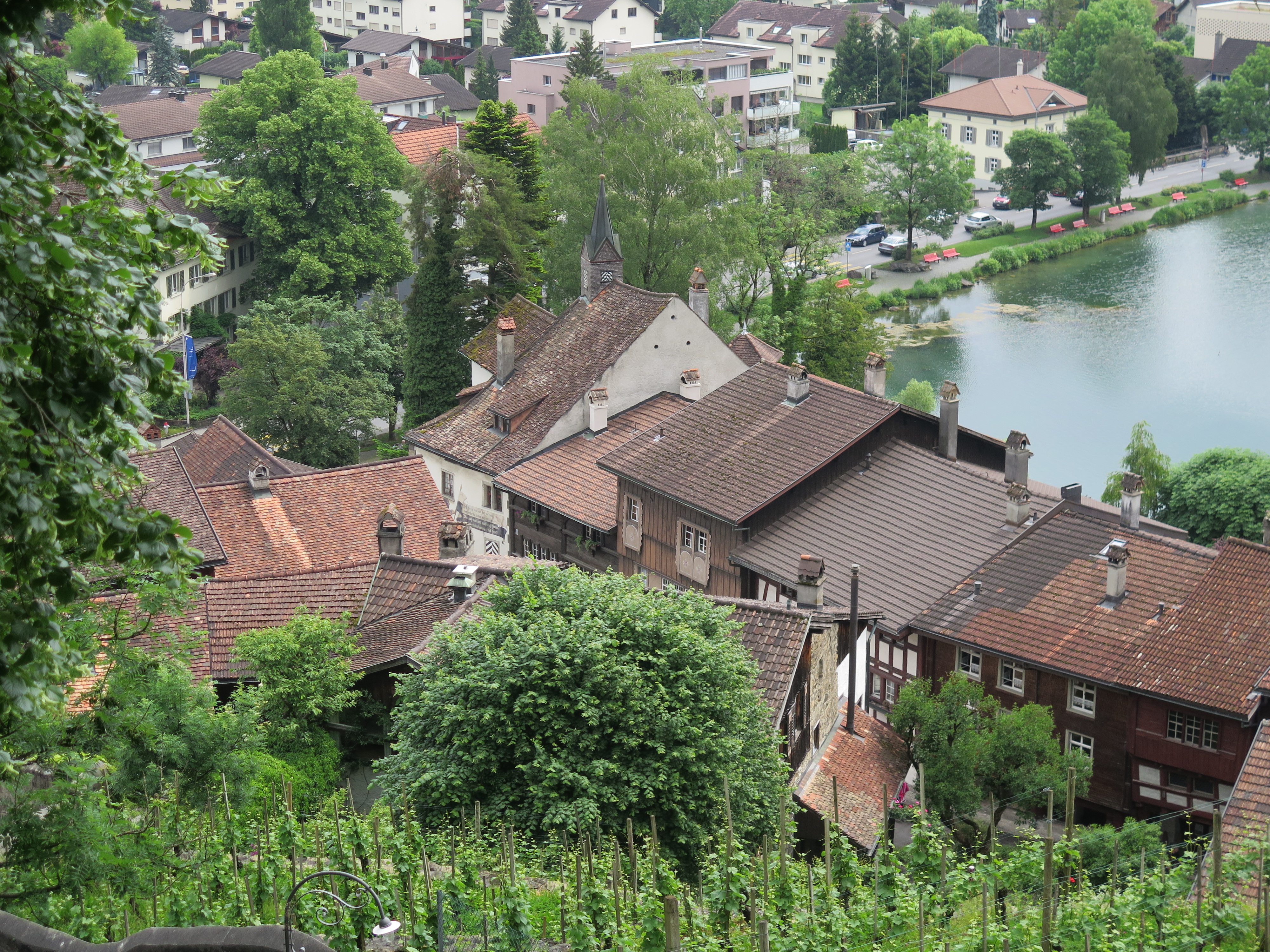
Eingang des alten Städtchens von oben

Historisches Luftbild aus 300 m von Walter Mittelholzer von 1922

## Burger und Stürer
In der Grafschaft Werdenberg gab es zwei uralte Korporationen, die, weil sie ihren ursprünglichen Zweck seit über 150 Jahren verloren hatten, im Jahr 2010 aufgelöst wurden:

### Die Burger
Die ursprünglichen Werdenberger-Burger haben keinen Zusammenhang mit den Werdenberger Ortsgemeinden. Als die Grafen im 13. Jahrhundert Burg und Schloss Werdenberg erstellten, brachten sie wohl auch Gefolgsleute mit. Diese bauten an- und innerhalb der Stadtmauern ihre Häuser, daher die Bezeichnung ‚Burger‘. Sie hatten von der Herrschaft verordnete Pflichten, wie zum Beispiel die Bewachung von Stadt und Burg; und als Gegenleistung waren sie von den meisten Abgaben, die andere Untertanen erbringen mussten, befreit. Burger konnte sich während Jahrhunderten nur nennen, wer innerhalb der Stadtmauer wohnhaft („haushablich“) war. Da die Landesherren damals nur selten in Werdenberg ansässig waren, organisierten sich die Burger in einer Korporation. Sie erfreuten sich für damalige Verhältnisse grosser Freiheiten: sie konnten den Stadtammann und weitere wichtige Ämter aus ihren Reihen ernennen und bauten um 1478 sogar ihr eigenes Rathaus im Städtchen beim Obern Tor (heute Eigentum des Kantons St. Gallen und hat während rund 200 Jahren als Schulhaus gedient). Weiter gehörte ihnen die einzige Metzgerei in der Grafschaft, mehrere Waldungen und Wiesen, sowie das Mühlenrecht.
Im Laufe der Zeit vermehrten sich die Burger und konnten nicht mehr alle innerhalb der Stadtmauer wohnen. Diejenigen die sich ausserhalb niederliessen, wurden nun „Usburger“ und die innerhalb „Inburger“ genannt. „Usburger“ hatten nicht mehr die gleichen Rechte wie die „Inburger“, genossen aber im Vergleich mit den gewöhnlichen Untertanen (Leibeigene) immer noch viele Privilegien. „Usburger“ liessen sich in der ganzen Grafschaft (den Kilch- oder Genossengemeinden Grabs, Buchs und Sevelen) nieder und hatten alle die gleichen Rechte. Die damaligen „Inburger“ und „Usburger“ schlossen sich später wieder alle als „Burgerkorporation der Grafschaft Werdenberg“ zusammen. Erst im Jahr 1818 teilten sich die Burgergenossen und ihr Eigentum auf die drei Gemeinden Grabs, Buchs und Sevelen auf, und bestanden alle selbstständig bis weit ins 20. Jahrhundert. Die ursprünglichen Burger Geschlechter sind nicht bekannt. Die älteste schriftliche Nennung eines Hausbesitzers, wohl im Städtchen, stammt aus dem Jahr 1294: „… ze Werdenberg in Uolrichs hus des Litsche …“ findet in Anwesenheit des Grafen Hugo von Werdenberg ein Schiedsspruch statt. Dass dieser Ulrich Litscher – das Geschlecht gibt es immer noch – ein Burger war, ist anzunehmen, aber nicht gesichert. 1303 erscheint ein „Litscher von Werdenberg“ der in Lüchingen einen Hof und Weingärten vom Kloster St. Gallen zu Lehen hatte. Ein „Johannes Litscher“ erscheint 1349 als Burger der Stadt Feldkirch, und ein „Joseph Litscher“ verkaufte 1425 wegen Auswanderung einen Edelsitz in Vaduz. Im Laufe der Jahrhunderte erscheinen und verschwinden Dutzende Geschlechter. Durch Heiraten und Einkauf kamen neue Namen, und mangels Nachkommen starben viele aus. Die zum Beispiel in Grabs bis etwa 1990 bekannten gültigen Burger-Geschlechter waren keineswegs seit den Anfängen dieselben.

### Die Stürer
Die Stürer haben sich gemäss ältesten schriftlichen Belegen, wohl im 15. Jahrhundert ebenfalls als Korporation organisiert. Die „Stürsgnossen“ setzten sich aus den sogenannten „Landlüten“ zusammen –  Einheimische aus allen drei Grafschaftsgemeinden, die von keinen Abgaben an die Obrigkeit befreit waren. Man nimmt an, dass die Bezeichnung „Stürer“ nichts im Sinne der heutigen Steuern zu tun hat, sondern den Begriff von ‚zusammensteuern‘ umschreibt. Die „Stürer“ führten – wie die „Burger“ – eine gemeinsame Kasse, aus der sie – ebenfalls wie die „Burger“ – ihren Mitgenossen vorwiegend Liegenschaften gegen Zins belehnten und die Zinsen wieder an alle, auch die mittellosen Genossen, auszahlten. Dies wurde von beiden Korporationen bis weit ins 19. Jahrhundert so gehandhabt, bis die Belehnungen mit der Zeit gänzlich durch die Banken übernommen wurden. Gespiesen wurden die Kassen nebst den Zinseinnahmen auch aus sogenannten „Abzügen“ und „Einkäufen“, das waren Gelder, die jemand entrichtete, der sich in der Grafschaft niederliess – oder auch abzog. Um diese und andere Einnahmen kam es zwischen den beiden Korporationen oft zu Streit und Prozessen. Betreffend der Stürer-Geschlechter gilt dasselbe wie bei den Burger-Geschlechtern. Sie haben sich im Laufe der Jahrhunderte ständig wieder geändert.
Weder „Burger“ noch „Stürer“ konnten die sogenannten „Hindersäss“ (eingewanderte Geschlechter) werden, ausser, auch dies kam vor, wenn jemand das nötige Geld für einen „Einkauf“ hatte, was aber sehr teuer war. Einen Sonderstatus genossen die „freien Walser“. Da sie ursprünglich weitab der Siedlungen, Wiesen und Allmenden in hohen, meist unwirtlichen Gebieten lebten, waren sie von allen Abgaben befreit. Als sie allmählich auch in tiefere Lagen drängten und ebenfalls an den allgemeinen Einrichtungen und Allmenden teilhaben wollten, führte auch dies während Jahren immer wieder zu viel Streit und Prozessen.

## Persönlichkeiten
- Carl Hilty (1833–1909), von Grabs, Staatsrechtler und Laientheologe
- Markus Vetsch (1759–1813), von Grabs, Werdenberger Freiheitskämpfer